# Креольские языки
Крео́льские языки (встречаются варианты креолы, креоли, криоли, криолу; различаются также креолизованные языки; из исп. criollo от criar «кормить», «выращивать», «выводить») — языки креолов, дальнейшая ступень эволюции пиджина, который постепенно становится родным для значительной части смешанного по происхождению населения и из упрощённого лингва франка превращается в самостоятельный язык.
Большинство креольских языков, как и пиджинов, возникло в эпоху европейской колонизации Америки, Азии и Африки в XV—XX веках. Всё же лишь немногие из них ныне являются самостоятельными языками: креольский язык Гаити, креольский язык кабувердьяну Кабо-Верде, папьяменто (Аруба), таки-таки в Суринаме. Традиционно в метрополии и даже в среде говорящих на креольских языках жителей преобладает пренебрежительное отношение к креольской речи как к неправильной, испорченной, непрестижной. 
Большинство современных креольских языков так или иначе сохраняет связь с языком-источником, многие из них (например, португало-креольские языки Азии) находятся на грани исчезновения, другие уже вымерли, третьи проявляют склонность к сближению с языком-источником в ходе процесса, известного как декреолизация.

## Отличительные черты

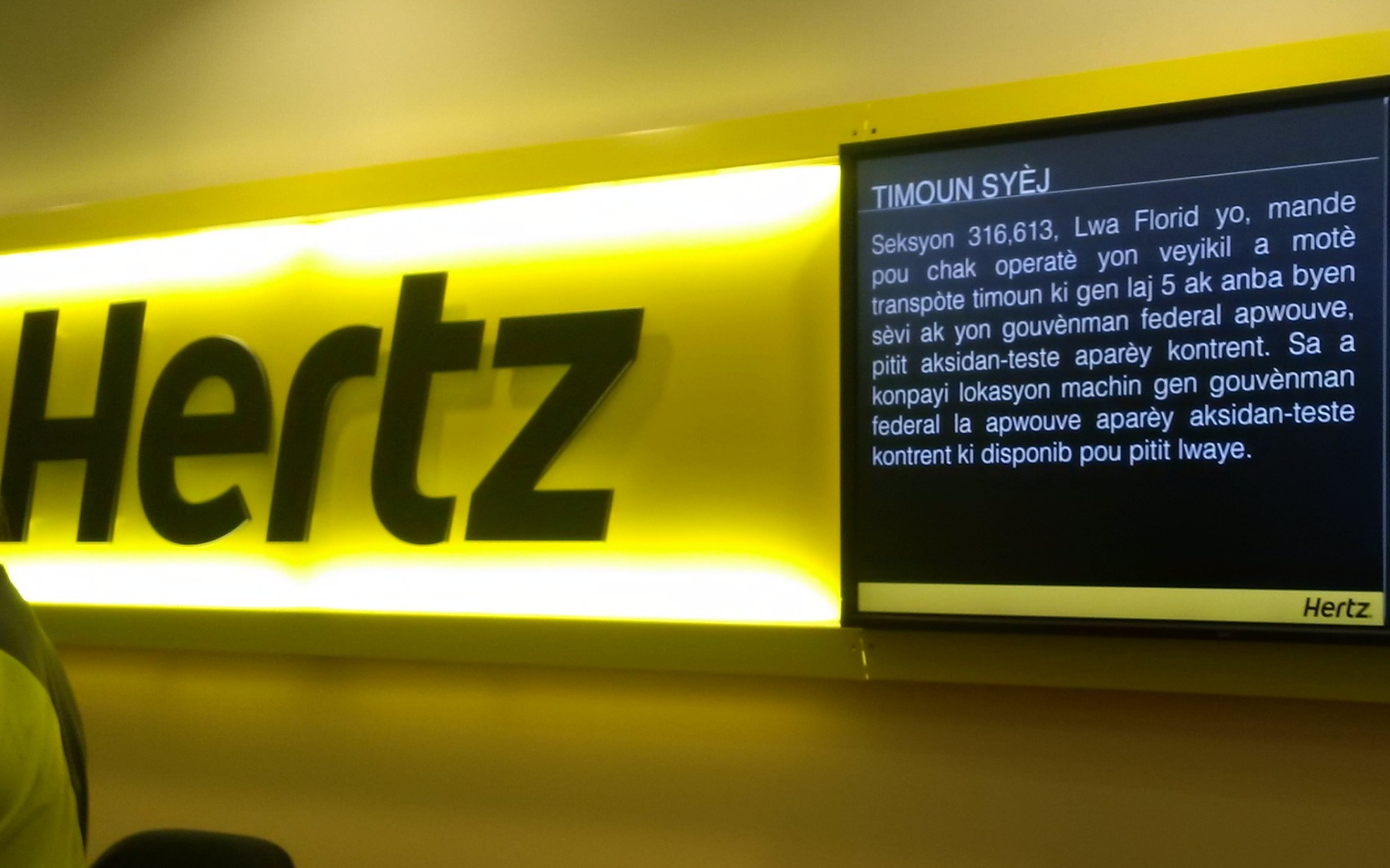
Надпись на гаитянском креольском языке во Флориде

Обычно переход пиджина в креольский язык возникает там, где велика доля смешанных браков и где взаимодействие между носителями двух разных языков случается на постоянной основе (например, при работе на плантациях). В таком случае пиджин вынужден служить языком межнационального общения в условиях отсутствия носителей языка-лексификатора (в резервациях, среди беглых рабов-маронов). 
Точное количество креольских языков в мире сегодня неизвестно, но начиная с 1500 года возникло около сотни подобных языков, большинство из которых основаны на таких европейских языках колонизаторов, как английский и французский, хотя существуют и такие, что основаны, например, на арабском или малайском языке. Хотя все они сравнительно молоды (обычно от 200 до 500 лет), взаимопонятность с языком, от которого они получили бо́льшую часть своей лексики, у них довольно низкая (в отличие от пиджина), хотя её степень отличается от языка к языку. Так, пиджины и креольские языки на испанской и португальской основе гораздо более понятны современным носителям испанского и португальского языков, чем англокреольские языки современным носителям английского, что связано с расовой сегрегацией и отсутствием полноценной системы образования в англоязычных колониях. 
Так или иначе, отличительная черта креольских языков — упрощённые грамматика, фонетика и орфография и полное господство аналитизма. По этому признаку креольские языки следует отличать от смешанно-контактных языков, когда двуязычные носители хорошо владеют обоими языками и их смешанный флективный язык в полной мере отражает черты обоих языков, от которых он образовался (франко-индейский язык мичиф, канадские метисы).